# SIKART
SIKART é um dicionário biográfico e um banco de dados sobre arte visual da Suíça e Liechtenstein. Publica-se em linha pelo Instituto Suíço para a Investigação da Arte (SIAR). Conceitualmente e em conteúdo, é uma versão em linha ampliada e continuamente atualizada do SIAR, Léxico Biográfico de Arte Suíça de 1998, que incluiu 12 000 entradas curtas e uns 1 100 artigos biográficos detalhados.

## Alcance
SIKART estabelece-se que está destinada tanto a especialistas e membros do público em general com interesse na arte. Cobre artistas profissionais de Suíça e Liechtenstein "que trabalham ou têm trabalhado nos géneros da pintura, desenho, gravado, escultura, vídeo, instalações, fotografia, artes cénicas e da webe", mas não os artistas "que trabalharam ou trabalham exclusivamente em artes aplicadas (artes gráficas, desenho, fundição de sinos, ourivesaria, cerâmica, fotografia documentária, etc.)"
O conteúdo está escrita na linguagem em que o artista está mais associado a: francês, italiano ou alemão. Os artistas valorizaram-se com uma a cinco estrelas em função de sua importância, que determina a profundidade da cobertura. Para todos os artistas em SIKART, o banco de dados regista o nome (e todas as variantes), as datas de nascimento e morte, um breve curriculum vitæ, palavras-chave e descritores, entradas de léxicos, uma bibliografia e uma ligação à página do website do artista (se houver). Para os artistas qualificados com três a cinco estrelas, também se proporcionam artigos biográficos de dois a quatro páginas de extensão, bem como reproduções digitais de suas obras de arte.

## Financiamento
A SIKART está financiado pela Confederação Suíça, os cantões suíços e doadores privados.A página do website pode-se aceder de forma gratuita, mas no lançamento SIAR a intenção de cobrar pelo acesso a uma data posterior a fim de permitir SIKART a operar independentemente dos fundos públicos..